# Francisca Madalena de Orleães
Francisca Madalena de Orleães (em francês:  Françoise Madeleine d'Orléans, em italiano:  Francesca Maddalena d'Orléans; 13 de outubro de 1648 – 14 de janeiro de 1664) nasceu como uma princesa francesa e foi Duquesa de Saboia como primeira mulher de Carlos Emanuel II. Ela era prima-coirmã de Luís XIV bem como do seu marido. Foi a consorte com menor tempo como duquesa de Saboia uma vez que morreu apenas com quinze anos e sem descendência.

## Biografia
Francisca Madalena nasceu no Castelo de Saint Germain en Laye Nos arredores de Paris em 1648. Era a filha mais nova que sobreviveu do casamento de Gastão de Orleães e da sua segunda mulher, Margarida de Lorena. Desde o nascimento que foi chamada de Mademoiselle de Valois, derivado de um dos títulos que seu pai também possuía, o de Duque de Valois. Era a irmã preferida da Grande Mademoiselle, a famosa herdeiro dos Orleães. Cresceu na companhia das suas irmãs e de Mademoiselle de La Vallière, futura amante de Luís XIV. Ela residiu no Castelo de Blois. O pai veio a falecer em 1660 e a sua mãe não voltou a casar.
Conforme a etiqueta ditada pela Corte francesa, ela tinha o estatuto de Grande Fille de France (Neta da França) uma vez que descendia em linha masculina, de um filho do rei Henrique IV de França.
Sob a influência da tia materna Cristina da França, a Duquesa viúva de Saboia, ficou noiva do seu primo Carlos Emanuel II, Duque de Saboia.  Cristina escolhe-a uma vez que pretendia manter o poder e a influência no governo uma vez que fora regente durante a menoridade do filho desde 1637. O casamento foi aprovado pelo Cardeal Mazarino que anteriormente rejeitara Maria Joana de Saboia-Nemours, outra candidata a noiva de Carlos Emanuel II. Francisca Madalena demonstrou ser suficiente dócil, sendo escolhida em detrimento de Maria Joana.
Francisca Madalena casou com o Duque de Saboia por procuração no Palácio do Louvre a 4 de março de 1663. O casal encontrou-se pela primeira vez em Annecy a 3 de abril de 1663 onde se casaram oficialmente. Viajaram então para Turim, capital dos estados de Saboia e Piemonte, onde chegaram a 15 de junho de 1663.
A duquesa veio a morrer e 14 de janeiro de 1664 no Palácio Real de Turim, deixando o marido sem herdeiro. Foi sepultada na Catedral de Turim, onde hoje se encontra o seu féretro. O seu marido, inconsolado com a sua morte, ordenou um imponente funeral. Depois da morte de Francisca Madalena, Luís XIV tentou que a Grande Mademoiselle ficasse noiva de Carlos Emmanuel II que recusou a aliança. Mais tarde, ele veio a casar, desta vez com Maria Joana de Saboia-Nemours de quem veio a ter o tão desejado herdeiro.

## Títulos, tratamentos, honras e armas

### Títulos e tratamento
- de 13 de outubro de 1648 a 4 de março de 1663 - Sua Alteza Real, Mademoiselle de Valois;
- de 4 de março de 1663 a 14 de janeiro de 1664 - Sua Alteza Real, a Duquesa de Saboia.